# آلن کینگ (کمدین)
آلن کینگ (انگلیسی: Alan King؛ ۲۶ دسامبر ۱۹۲۷ – ۹ مهٔ ۲۰۰۴) یک هنرپیشه اهل ایالات متحده آمریکا بود. وی بین سال‌های ۱۹۵۵ تا ۲۰۰۴ میلادی فعالیت می‌کرد.
از فیلم‌ها یا برنامه‌های تلویزیونی که وی در آن نقش داشته‌است می‌توان به کازینو، ساعت شلوغی ۲، شب و شهر، آتش غرور و درباره فیدل اشاره کرد.